# Herdmania subpallida
Herdmania subpallida är en sjöpungsart som beskrevs av Nishikawa 2002. Herdmania subpallida ingår i släktet Herdmania och familjen lädermantlade sjöpungar. Inga underarter finns listade i Catalogue of Life.